# Thiago Pereira (nadador)
Thiago Machado Vilela Pereira (Volta Redonda, 26 de janeiro de 1986) é um ex-nadador brasileiro, maior medalhista de todos os tempos dos Jogos Pan-Americanos, ex-recordista mundial dos 200 metros medley em piscina curta e medalhista olímpico em Londres 2012.
Em dezembro de 2016, o nadador foi homenageado em sua cidade natal, Volta Redonda, com uma estátua no Parque Aquático Municipal. A escultura foi confeccionada pela artista plástica Dilma Carvalho e tem 1,85 metros, a mesma altura do atleta.

## Trajetória esportiva
Filho de Maurício Pereira e Rose Vilela, Thiago começou a nadar e desenvolver as técnicas com a professora Vanessa Lemos no Clube dos Funcionários da Companhia Siderúrgica Nacional (CSN), começando a se destacar aos doze anos. Seu sucesso despertou a atenção e o interesse do Minas Tênis Clube de Belo Horizonte em contratá-lo.

### 2002–04
Aos 16 anos, Pereira disputou os Jogos Sul-Americanos de 2002 em Belém, onde conquistou uma medalha de ouro nos 200m peito.
Thiago competiu no Campeonato Mundial de Esportes Aquáticos de 2003 em Barcelona, onde terminou em 18º lugar nos 200m medley , 24º nos 400m medley , e 25º nos 200m peito. Nos 200m medley, ele quebrou o recorde sul-americano pela primeira vez, com um tempo de 2m02s67.
Nos Jogos Pan-Americanos de Santo Domingo em 2003, conquistou a medalha de prata nos 200m medley, e um bronze nos 400m medley.  Nos 200m medley, quebrou o recorde sul-americano com o tempo de 2m02s31. 
Em setembro de 2003, quebrou o recorde sul-americano de Marcelo Tomazini nos 200m peito, com o tempo de 2m15s63.
Em dezembro de 2003, Thiago venceu a 3a prova dos 400 m medley da Copa do Mundo FINA de 2003-2004, em Durban, na África do Sul, batendo o recorde sul-americano do colombiano Alejandro Bermudez que se mantinha desde 1998 (4m16s74), com o tempo de 4m10s93.
Em fevereiro de 2004, no último evento da Copa do Mundo FINA de 2003-2004, no Rio de Janeiro, ele quebrou seu recorde sul-americano de 55s41 nos 100m medley, com um tempo de 54s95, e também quebrou o recorde dos 200m medley, com o tempo de 1m58s16.
Em março de 2004, no 37º Campeonato Sul-Americano de Natação em Maldonado, Pereira conquistou a medalha de ouro nos 200 metros medley, superando o recorde sul-americano com o tempo de 2m00s19 e ganhando uma classificação "A" na classificação olímpica brasileira.se tornou o 12º nadador mais rápido no ranking de todos os tempos da prova.
No Troféu Brasil disputado no Rio de Janeiro no mês de maio, bateu o lendário recorde sul-americano dos 400 metros medley que pertencia a Ricardo Prado desde os Jogos Olímpicos de 1984, com 4m17s62. Também conseguiu nadar abaixo de dois minutos nos 200 metros medley (1m59s92) e se firmou como a principal esperança brasileira de medalha na natação na Olimpíada de Atenas. Abaixou ainda mais seu tempo para 1m59s48 em junho, no Evento Teste Olímpico, realizado na piscina que abrigaria as provas de natação na Olimpíada, tornando-se o segundo no ranking mundial.

### Jogos Olímpicos de 2004
Na Olimpíada de Atenas, terminou em 5º nos 200m medley, e 17º nos 400m medley. Nos 400m medley, seu primeiro evento olímpico, Thiago estava tão ansioso que sentiu náuseas. Seu tempo foi de 4m22s06, quase cinco segundos mais lento que seu recorde sul-americano. Ele deixou a piscina, ofegante e incapaz de falar, e depois vomitou no vestiário. Ele não chegou à final e depois disse: "Eu me sinto muito mal". Nos 200m medley, ele nadou perto de seu melhor tempo, mas não bateu seu recorde pessoal. A concorrência na prova era muito forte: Thiago teria que quebrar seu recorde pessoal em cerca de 0,7 segundos para ganhar a medalha de bronze. Os quatro primeiros colocados nadaram abaixo do recorde olímpico. Thiago Pereira terminou na quinta posição, com o tempo de 2m00s11.

### 2004–08
Em setembro de 2004, no Troféu José Finkel, ele quebrou o recorde sul-americano dos 100 m medley com um tempo de 53s72 , e o recorde dos 400m medley com um tempo de 4m09s10.
Em outubro, no Campeonato Mundial de Piscina Curta (25 metros) disputado em Indianápolis, nos Estados Unidos, foi campeão dos 200 metros medley com o tempo de 1m55s78, derrotando Ryan Lochte e quebrando o recorde sul-americano. Foi o primeiro ouro em um mundial de curta para o Brasil desde 1997. Também foi bronze nos 100 metros medley, e ajudou os revezamentos 4x100 metros livre e 4x200 metros livre a conquistarem medalhas de prata e bronze, respectivamente. No 4x200m livre, o Brasil bateu o recorde sul-americano com um tempo de 7m06s64 . No final do ano, foi agraciado pelo Comitê Olímpico Brasileiro com o Prêmio Brasil Olímpico de melhor nadador do país em 2004.
No início de 2005 mudou-se para os Estados Unidos, para uma temporada de treinamentos em Coral Springs. No entanto, em maio, logo após o Troféu Brasil, sofreu uma contusão no joelho que o impediu de disputar o Campeonato Mundial em Montreal, no Canadá. Não se adaptou aos Estados Unidos e retornou a Belo Horizonte. 
Na Copa do Mundo de Natação da FINA de 2005-2006, em fevereiro de 2006, Pereira quebrou o recorde sul-americano em piscina curta dos 100m medley, com um tempo de 53s49.
No Campeonato Mundial de Natação em Piscina Curta de 2006 em Xangai, Pereira terminou em quinto lugar nos 4 × 200 m livre, junto com César Cielo,Lucas Salatta e Rodrigo Castro, batendo o recorde sul-americano com o tempo de 7m06s09.Ele também terminou em 15º nos 200m medley, e 17º nos 200m livre.
No Campeonato Pan-Pacífico em Victoria, no Canadá, Pereira teve a maior conquista do ano, ganhando uma medalha de bronze nos 400 metros medley. Nas eliminatórias, ele quebrou seu próprio recorde sul-americano com um tempo de 4m16s86. Ele também terminou em 21º nos 200m livres  e se classificou para a final de 200m medley em 8º lugar, mas não nadou na final.
Em setembro de 2006, no Troféu Brasil, ele quebrou seu recorde sul-americano nos 200m peito, com o tempo de 2m14s64.
Em dezembro de 2006, no Torneio Open de Vitória, ele bateu em mais de 2 segundos seu recorde sul-americano dos 400m medley, com um tempo de 4m14s67.
No Campeonato Mundial de 2007 em Melbourne, na Austrália, Pereira terminou em 4º lugar nos 200m medley, em 8º nos 4 × 100m livre, em 9º nos 4 × 100m medley, 11º nos 4 × 200m livre,, 12º nos 100m costas  e foi desclassificado nos 400m medley. Ele quebrou o recorde sul-americano nos 4 × 100m livres, juntamente com César Cielo, Nicolas Oliveira e Rodrigo Castro, com um tempo de 3m17s03, e no 4 × 200m livres, com o tempo de 7m20s00, junto com Rodrigo Castro, Nicolas Oliveira e Armando Negreiros.
Pereira quebrou 3 vezes o recorde sul-americano nos 200m medley em três meses, com tempos de 1m59s19 em fevereiro, 1m58s65 em março (eliminatórias de Melbourne) e 1m58s64 em maio. 
Em maio de 2007, ele quebrou dois recordes sul-americanos de piscina longa: o dos 400m medley com o tempo de 4m11s91, e o dos 200m medley, com o tempo de 2m12s67, em ambos obtendo o índice olímpico.

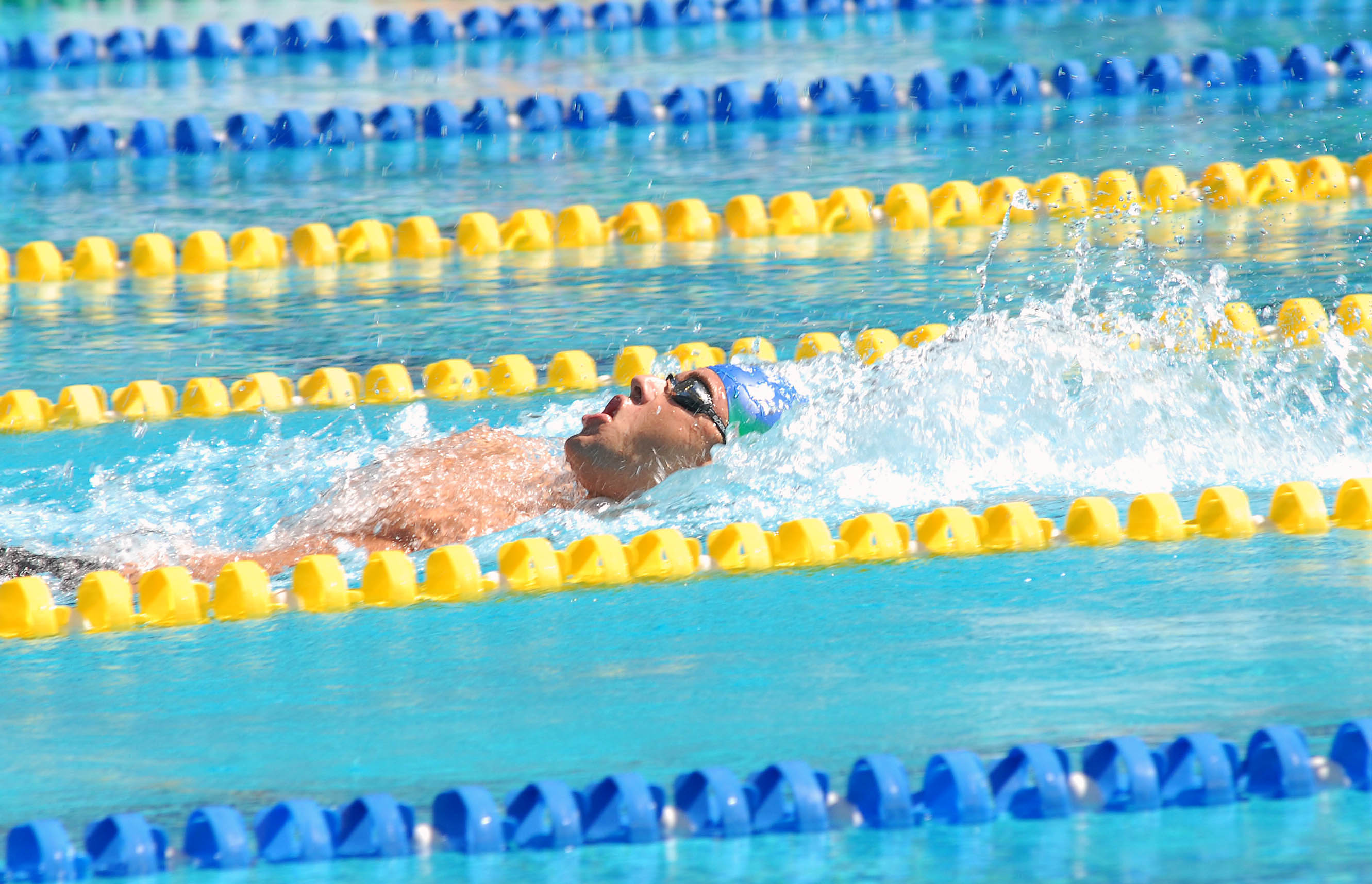
Thiago Pereira nos 200m medley no Pan de 2007

Nos Jogos Pan-Americanos de 2007 no Rio de Janeiro, conquistou oito medalhas (seis de ouro, uma de prata e uma de bronze) e se tornou o maior ganhador individual de medalhas em uma edição dos jogos, igualando a nadadora costa-riquenha Silvia Poll (oito medalhas nos Jogos de Indianápolis, em 1987). Pereira também superou as cinco medalhas de ouro de Mark Spitz, dos Jogos Pan-Americanos de 1967 em Winnipeg. Pereira conquistou a medalha de ouro nos 200m medley, 400m medley, 200m costas, 200m peito, 4x200m livres, e nos 4x100m livres por participar da eliminatória da prova. Ele também ganhou a prata no 4 × 100m medley e bronze nos 100m costas. Ele quebrou o recorde sul-americano em todas as provas em que competiu, exceto nos 200m peito: nos 200m medley com o tempo de 1m57s79, nos 400m medley com o tempo de 4m11s14, nos 200m costas com o tempo de 1m58s42, nos 100m costas com o tempo de 54s75, no 4 × 200m livres com o tempo de 7m12s27, e no 4 × 100m medley com o tempo de 3m35s81.
Na Copa do Mundo de Natação da FINA de 2007, Pereira fez história. Na etapa de Estocolmo, ele quebrou o recorde sul-americano nos 100m medley, com o tempo de 52s97 (seu recorde anterior foi de 53s49, de 2006); o dos 200m medley, com 1m55s08 (seu antigo recorde era 1m55.78 de 2004) e o dos 400m medley com 4m06s30 (seu antigo recorde era 4m09s10 de 2004). Poucos dias depois, em Berlim, Pereira quebrou o recorde das Américas nos 100m medley em 52s42. Nos 400m medley, ele quebrou o recorde das Américas e o recorde do campeonato, fazendo 4m00s63, a apenas 26 centésimos do recorde mundial de László Cseh (4m00s37). Nos 200m medley, Pereira ganhou uma medalha de ouro com o tempo de 1m53s14, estabelecendo um novo recorde mundial, que duraria até 13 de dezembro de 2007, quando foi superado pelo húngaro László Cseh.
Em dezembro de 2007 foi eleito pelo Comitê Olímpico Brasileiro o melhor atleta brasileiro do ano, recebendo o Prêmio Brasil Olímpico.

### Jogos Olímpicos de 2008

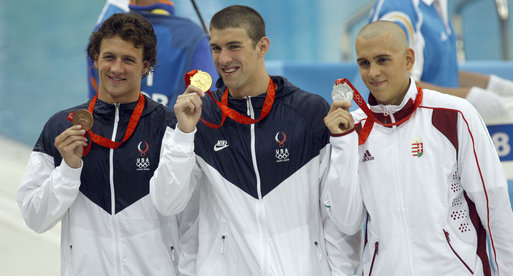
Phelps, Lochte e Cseh com as medalhas em 2008. O referido trio teve sua carreira praticamente toda em paralelo com Thiago Pereira, bloqueando o acesso do brasileiro à medalhas em Olimpíadas e Mundiais, ao exercer um longo e quase invencível domínio nas provas de medley

Na Olimpíada de Pequim em 2008, novamente teve lugar de destaque entre os melhores nadadores do mundo. Terminou em 4º nos 200m medley, 8º nos 400m medley, e 19º nos 200m peito. Nos 400m medley, se classificou para a final com um tempo de 4m11s74, quase batendo seu recorde sul-americano. Mas na final, seu tempo foi 4 segundos mais lento; Pereira disse que se sentia cansado na mudança do nado borboleta para o nado de costas, não alcançando a mesma eficiência que nas eliminatórias.Depois disso, Pereira deixou de nadar na prova dos 4×200m livres  para competir nos 200m peito. Ele quebrou o recorde sul-americano com um tempo de 2m11s40, mas não foi suficiente para avançar para as semifinais. Nos 200m medley, ele teve resultados muito semelhantes nas eliminatórias, semifinais e finais, todos perto de 1m58 - não conseguindo bater seu recorde nos Jogos Pan-Americanos de 2007. Michael Phelps ganhou o ouro com o tempo de 1m54s23, estabelecendo o recorde mundial. László Cseh (com recorde europeu) e Ryan Lochte nadaram na casa de 1m56, ganhando prata e bronze. Thiago Pereira terminou em quarto lugar com o tempo de 1m58s14, atrás dos mesmos rivais do mundial de 2007.

### 2008–12
Em março de 2009, Pereira quebrou um osso na mão esquerda, o que o fez desistir da Travessia dos Fortes e comprometeu seu treinamento para o Campeonato Mundial daquele ano em Roma. Mesmo assim, melhorou bem seus tempos no Campeonato Mundial em Roma, na Itália, onde terminou em 4º lugar nos 200m medley , 4º nos 400m medley, e 10º nos 4 × 200 m livres. Pereira quebrou 3 vezes o recorde sul-americano dos 200 m medley, nas eliminatórias (1m57s66), semifinal (1m57s35) e final (1m55s55), ficando a apenas 19 centésimos de segundo de conquistar uma medalha de bronze e a 31 centésimos de ganhar uma medalha de prata . Nos 400m medley, Pereira quebrou seu recorde sul-americano em mais de 2 segundos, com um tempo de 4m08s86, mas ainda ficou um segundo atrás dos medalhistas.  No revezamento 4 × 200 m livre, quebrou o recorde sul-americano na prova dos 200m livres com o tempo de 1m46s57, na abertura do revezamento, e o recorde do próprio revezamento, com o tempo de 7m09s71.
Em setembro de 2009, no Troféu José Finkel, quebrou o recorde brasileiro nos 200m costas com o tempo de 1m58s36.
Após um período de férias, foi para Los Angeles, para treinar ao lado dos campeões olímpicos Kosuke Kitajima e Oussama Mellouli.
Em agosto de 2010, no Campeonato Pan-Pacífico de Natação em Irvine, Thiago obteve o bronze nas provas de 200 metros medley e 400 metros medley.
Em 2010, Thiago Pereira obteve o título de Rei da Copa do Mundo de Natação de Piscina Curta. Ele venceu, em todos os estágios, a prova dos 400 metros medley. Ele foi o primeiro brasileiro a chegar ao topo da competição, e foi o nadador que ganhou mais provas na mesma temporada na história do circuito. Na última etapa da Copa, em Estocolmo, o brasileiro venceu os 400 metros medley e ficou com a prata nos 100 metros medley, chegando a 22 medalhas no total (19 de ouro e três de prata). Durante o torneio, ele quebrou o recorde sul-americano dos 100 metros medley, com um tempo de 52s35, e dos 200 metros medley, com o tempo de 1m52s72.
Em maio de 2011, no Troféu Maria Lenk, quebrou o recorde brasileiro nos 200m costas com o tempo de 1m58s07.
No Campeonato Mundial de Esportes Aquáticos de 2011, em Xangai, ele terminou em 6º nos 200m medley , 18º nos 100m costas, e desistiu de nadar os 400m medley.
Em 2011, nos Jogos Pan-Americanos de Guadalajara, Thiago conquistou seis medalhas de ouro, uma medalha de prata e uma medalha de bronze. Com essas conquistas, Thiago chegou a doze medalhas de ouro, tornando-se o brasileiro com maior número de medalhas de ouro em toda a história dos Jogos Pan-Americanos, superando o então recordista, Hugo Hoyama. Thiago tornou-se também o segundo brasileiro em número total de medalhas em Pans, atrás apenas do ex-nadador Gustavo Borges, dono de 19 medalhas. Pereira conquistou o ouro nos 200 m medley, 400m medley, 100m costas, 200m costas, e nos revezamentos 4x100m livre e 4x100m medley por participar das eliminatórias. Ele também ganhou a prata nos 4 × 200m livre, e o bronze nos 200m peito. Nesta competição, ele quebrou o recorde brasileiro e da competição nos 200m costas com o tempo de 1m57s19.

### Jogos Olímpicos de 2012

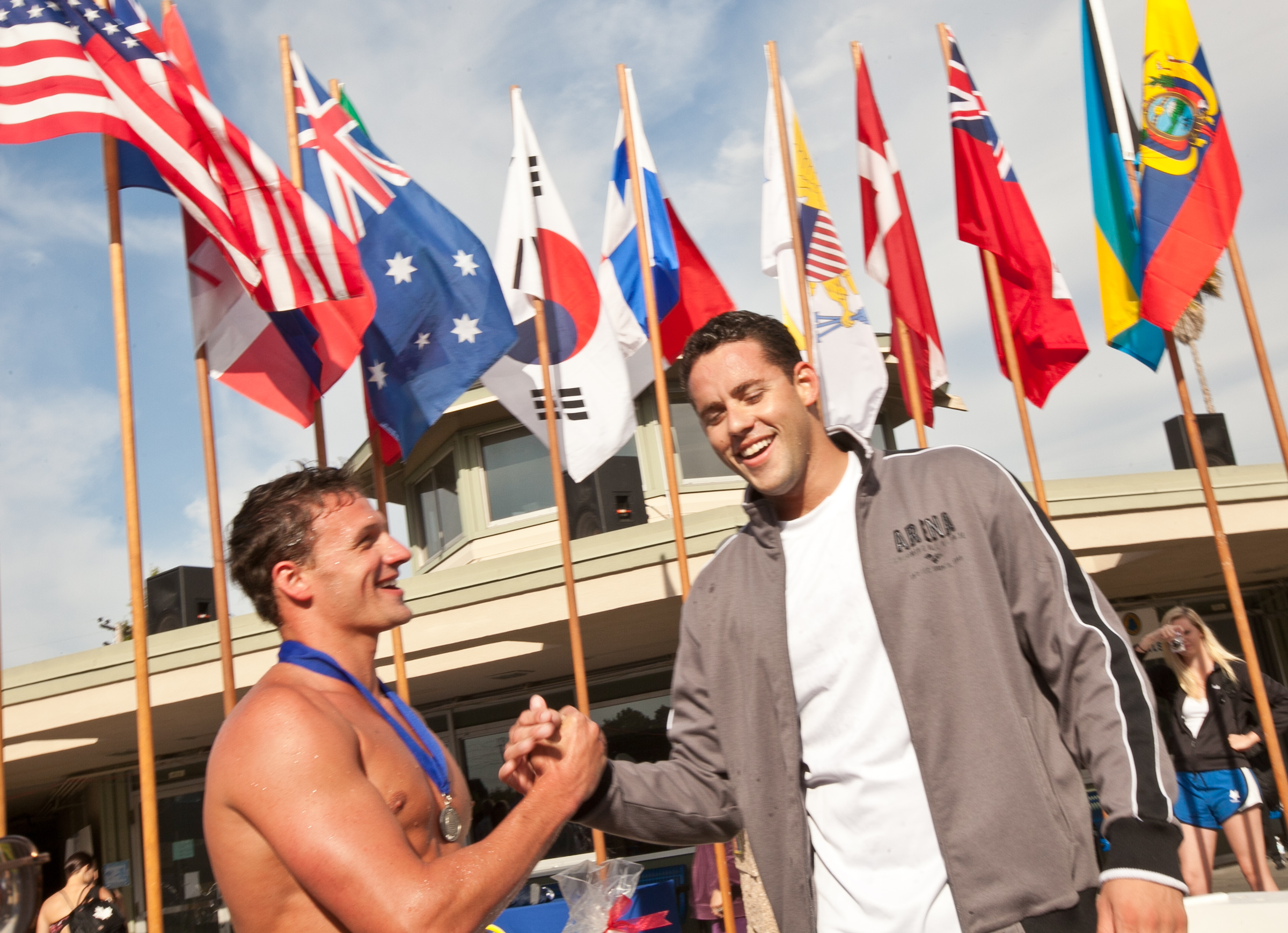
Ryan Lochte e Thiago Pereira, rivais durante toda a carreira

Nos Jogos Olímpicos de Londres 2012, Thiago Pereira obteve uma histórica medalha de prata nos 400 metros medley, derrotando Michael Phelps e igualando o recorde sul-americano obtido com super trajes em 2009, com o tempo de 4m08s86. Com isto, repetiu o feito de Ricardo Prado nos Jogos Olímpicos de Los Angeles 1984. Participou logo depois da prova dos 200 metros medley, onde se esperava que Thiago conseguisse mais uma medalha; porém ele forçou muito a parte inicial da prova, não conseguindo guardar energia suficiente para o final. Embora tenha feito o melhor tempo de sua vida sem os super trajes (1m56s74), foi ultrapassado nos últimos 25 metros pelo húngaro László Cseh. Com isso, repetiram-se os mesmos três medalhistas de Pequim 2008 na prova dos 200 metros medley (Phelps, Lochte e Cseh), quase a mesma configuração de medalhistas de Atenas 2004: Phelps, Lochte e Bovell, com Cseh em quarto e Thiago Pereira em quinto.

### 2012–16

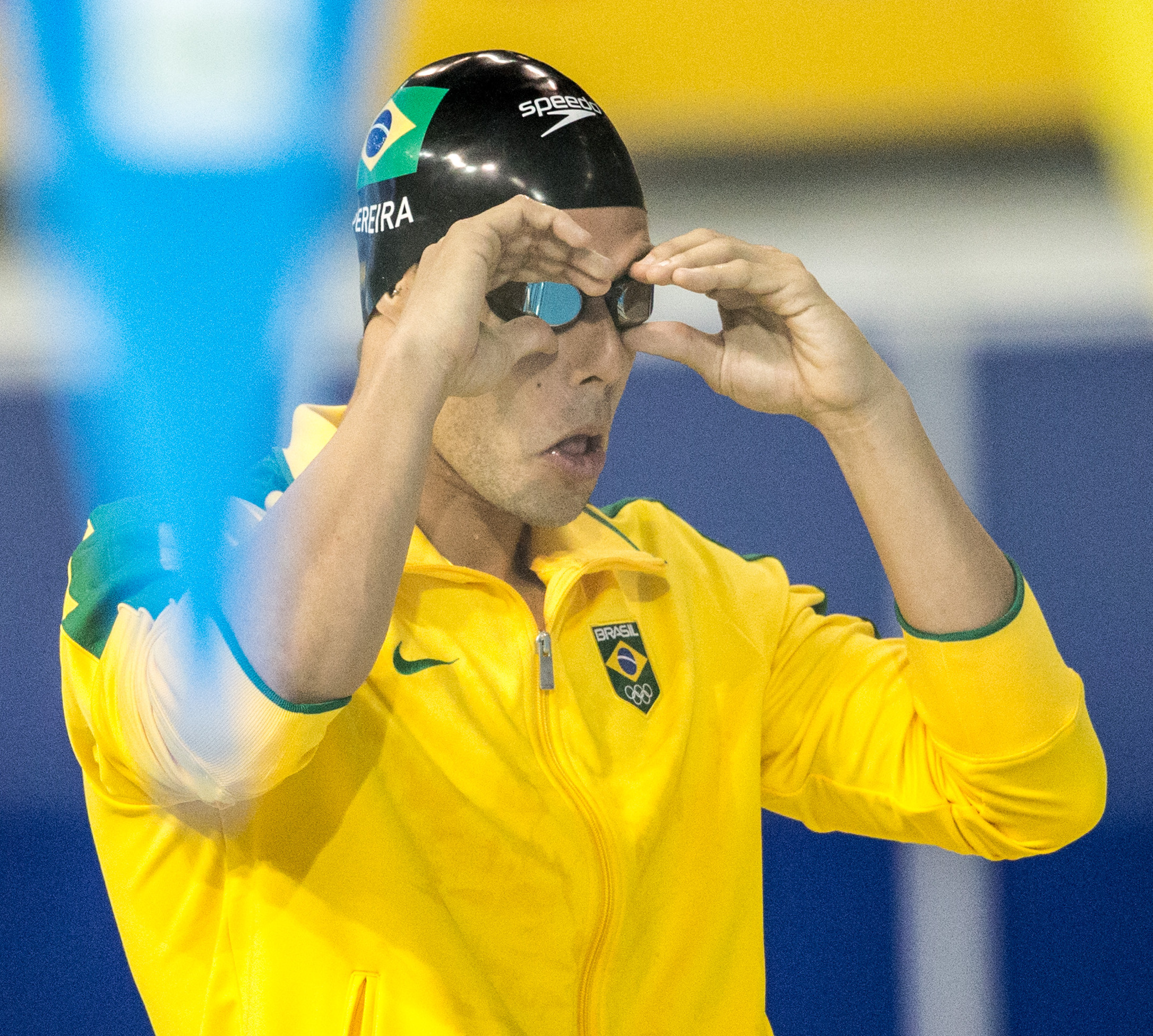
Thiago Pereira na prova dos 400m medley no Pan 2015

Em agosto de 2012, no Troféu José Finkel, ele quebrou o recorde sul-americano de piscina curta nos 200m medley, com o tempo de 1m52s30.
No Campeonato Mundial de Esportes Aquáticos de 2013 em Barcelona, Thiago ganhou sua primeira medalha em mundiais, a medalha de bronze nos 200 metros medley, com o tempo de 1m56s30, sua melhor marca sem os super-trajes. Ele ficou a um centésimo de ganhar a medalha de prata. Também nadou, pela primeira vez em mundiais, os 100 metros borboleta, terminando em 15º lugar. Pereira havia desistido de nadar os 400 metros medley, apesar de ter índice para disputar a prova, mas depois mudou de ideia e entrou na disputa. Embora ele não tenha treinado especificamente para esta prova, classificou-se para a final em oitavo lugar, e por poucos centésimos não ficou de fora. Na final, ele ganhou a medalha de bronze, sua segunda medalha em campeonatos mundiais.
No Campeonato Pan-Pacífico de Natação de 2014, em Gold Coast, Queensland, Austrália, Pereira terminou em 4º lugar no revezamento 4x100 metros medley, juntamente com Guilherme Guido, Felipe França e Marcelo Chierighini, 4º nos 200m medley, 5º nos 100m borboleta e 7º nos 100m costas.

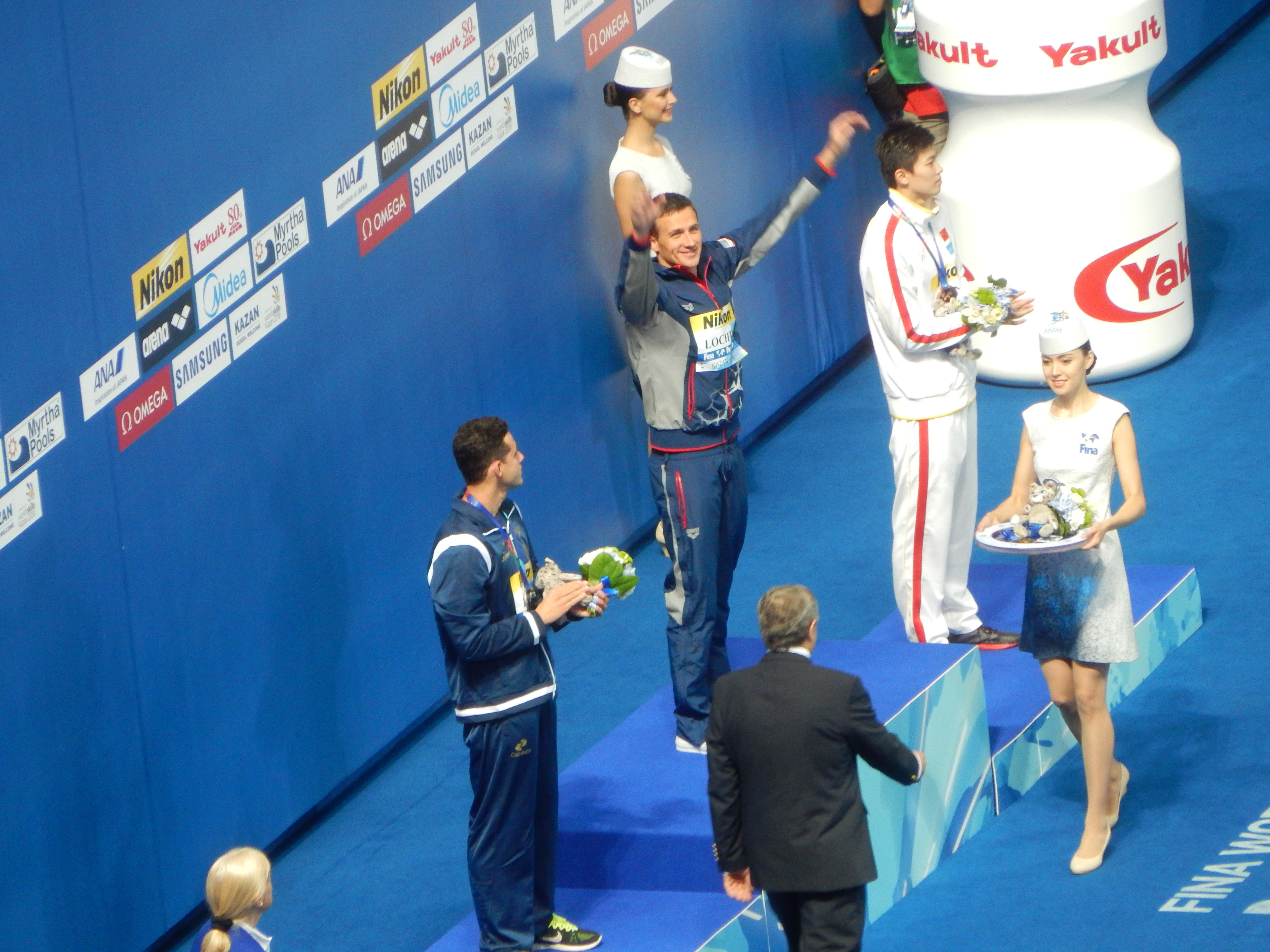
Thiago Pereira com a prata dos 200m medley em Kazan 2015

Nos Jogos Pan-Americanos de 2015 em Toronto, no Canadá, tornou-se o maior medalhista da história dos Jogos Pan-Americanos, ao conquistar cinco medalhas, perfazendo um total de 23 medalhas em Pans, superando em uma o ginasta cubano Erick Lopez. Thiago ganhou o ouro no revezamento 4x200 metros livre, onde quebrou o recorde do Pan, com o tempo de 7m11s15, junto com Luiz Altamir Melo, João de Lucca e Nicolas Oliveira. Ele também ganhou mais duas medalhas de ouro nos revezamentos, por participar das eliminatórias das provas, nos 4x100 metros livre e nos 4x100 metros medley. Também ganhou uma medalha de prata nos 200 metros medley e um bronze nos 200 metros peito. Nos 400 metros medley, inicialmente venceu a prova, o que seria um tricampeonato seguido na prova e o recorde da 22ª medalha no Pan, mas os juízes o desclassificaram por um toque irregular na borda da piscina.
No Campeonato Mundial de Esportes Aquáticos de 2015, ele fez sua melhor participação em campeonatos mundiais, ganhando a medalha de prata nos 200 metros medley, com o tempo de 1m56s65, perto do seu recorde pessoal. Também terminou em 15º lugar nos 4x200 metros livre, junto com João de Lucca, Luiz Altamir Melo e Nicolas Oliveira.

### Jogos Olímpicos de 2016
Thiago Pereira participou das Olimpíadas de 2016 no Rio, onde fez a sua quarta final olímpica consecutiva nos 200m medley, terminando em 7º lugar.

### Aposentadoria
Thiago Pereira se aposentou da natação profissional em março de 2017, aos 31 anos de idade.

## Recordes
Thiago Pereira é o atual detentor dos seguintes recordes:
| Prova              | Marca   | Data                   | Recorde       | Tipo de piscina |
| ------------------ | ------- | ---------------------- | ------------- | --------------- |
| 200 metros medley  | 1m55s55 | 30 de julho de 2009    | sul-americano | longa           |
| 400 metros medley  | 4m08s86 | 2 de agosto de 2009    | sul-americano | longa           |
| 4x200 metros livre | 7m09s71 | 31 de julho de 2009    | sul-americano | longa           |
| 400 metros medley  | 4m00s63 | 17 de novembro de 2007 | sul-americano | curta           |

Thiago Pereira também é ex-recordista das seguintes provas:
| Prova               | Marca   | Data                   | Recorde       | Tipo de piscina |
| ------------------- | ------- | ---------------------- | ------------- | --------------- |
| 200 metros livre    | 1m46s57 | 31 de julho de 2009    | sul-americano | longa           |
| 200 metros peito    | 2m11s40 | 12 de agosto de 2008   | sul-americano | longa           |
| 100 metros costas   | 54s75   | 2007                   | sul-americano | longa           |
| 200 metros costas   | 1m58s42 | 19 de julho de 2007    | sul-americano | longa           |
| 200 metros costas   | 1m57s19 | 21 de outubro de 2011  | brasileiro    | longa           |
| 4x100 metros livre  | 3m17s03 | 2007                   | sul-americano | longa           |
| 4x100 metros medley | 3m35s81 | 2007                   | sul-americano | longa           |
| 100 metros medley   | 52s35   | 11 de setembro de 2010 | sul-americano | curta           |
| 200 metros medley   | 1m53s14 | 18 de novembro de 2007 | mundial       | curta           |
| 200 metros medley   | 1m52s72 | 12 de setembro de 2010 | sul-americano | curta           |
| 4x200 metros livre  | 7m06s09 | 6 de abril de 2006     | sul-americano | curta           |

## Principais resultados
| Ano  | Torneio                             | Local                               | Prova               | Resultado | Marca   | Recorde                                                  |
| ---- | ----------------------------------- | ----------------------------------- | ------------------- | --------- | ------- | -------------------------------------------------------- |
| 2003 | Jogos Pan-Americanos                | Santo Domingo, República Dominicana | 200 metros medley   | 2º        | 2:02.31 |                                                          |
| 2003 | Jogos Pan-Americanos                | Santo Domingo, República Dominicana | 400 metros medley   | 3º        | 4:19.89 |                                                          |
| 2004 | Jogos Olímpicos                     | Atenas, Grécia                      | 200 metros medley   | 5º        | 2:00.31 |                                                          |
| 2004 | Campeonato Mundial em Piscina Curta | Indianápolis, EUA                   | 200 metros medley   | 1º        | 1:55.78 |                                                          |
| 2004 | Campeonato Mundial em Piscina Curta | Indianápolis, EUA                   | 4x100 metros livre  | 2º        | 3:12.73 |                                                          |
| 2004 | Campeonato Mundial em Piscina Curta | Indianápolis, EUA                   | 4x200 metros livre  | 3º        | 7:06.64 |                                                          |
| 2004 | Campeonato Mundial em Piscina Curta | Indianápolis, EUA                   | 100 metros medley   | 3º        | 53.75   |                                                          |
| 2006 | Pan-Pacífico                        | Victoria, Canadá                    | 400 metros medley   | 3º        | 4:18.44 |                                                          |
| 2007 | Jogos Pan-Americanos                | Rio de Janeiro, Brasil              | 200 metros costas   | 1º        | 1:58.42 | Recorde dos Jogos Pan-Americanos · Recorde sul-americano |
| 2007 | Jogos Pan-Americanos                | Rio de Janeiro, Brasil              | 200 metros peito    | 1º        | 2:13.51 |                                                          |
| 2007 | Jogos Pan-Americanos                | Rio de Janeiro, Brasil              | 200 metros medley   | 1º        | 1:57.79 | Recorde dos Jogos Pan-Americanos · Recorde sul-americano |
| 2007 | Jogos Pan-Americanos                | Rio de Janeiro, Brasil              | 400 metros medley   | 1º        | 4:11.14 | Recorde dos Jogos Pan-Americanos · Recorde sul-americano |
| 2007 | Jogos Pan-Americanos                | Rio de Janeiro, Brasil              | 4x100 metros livre  | 1º        | 3:15.90 | Recorde dos Jogos Pan-Americanos · Recorde sul-americano |
| 2007 | Jogos Pan-Americanos                | Rio de Janeiro, Brasil              | 4x200 metros livre  | 1º        | 7:12.27 | Recorde dos Jogos Pan-Americanos · Recorde sul-americano |
| 2007 | Jogos Pan-Americanos                | Rio de Janeiro, Brasil              | 4x100 metros medley | 2º        | 3:35.81 | Recorde sul-americano                                    |
| 2007 | Jogos Pan-Americanos                | Rio de Janeiro, Brasil              | 100 metros costas   | 3º        | 54.75   | Recorde sul-americano                                    |
| 2008 | Jogos Olímpicos                     | Pequim, China                       | 200 metros medley   | 4º        | 1:58.14 |                                                          |
| 2009 | Campeonato Mundial                  | Roma, Itália                        | 200 metros medley   | 4º        | 1:55.55 | Recorde sul-americano                                    |
| 2009 | Campeonato Mundial                  | Roma, Itália                        | 400 metros medley   | 4º        | 4:08.86 | Recorde sul-americano                                    |
| 2010 | Pan-Pacífico                        | Irvine, EUA                         | 200 metros medley   | 3º        | 1:57.83 |                                                          |
| 2010 | Pan-Pacífico                        | Irvine, EUA                         | 400 metros medley   | 3º        | 4:12.09 |                                                          |
| 2011 | Jogos Pan-Americanos                | Guadalajara, México                 | 100 metros costas   | 1º        | 54.56   |                                                          |
| 2011 | Jogos Pan-Americanos                | Guadalajara, México                 | 200 metros costas   | 1º        | 1:57.19 | Recorde dos Jogos Pan-Americanos · Recorde nacional      |
| 2011 | Jogos Pan-Americanos                | Guadalajara, México                 | 200 metros medley   | 1º        | 1:58.07 |                                                          |
| 2011 | Jogos Pan-Americanos                | Guadalajara, México                 | 400 metros medley   | 1º        | 4:16.68 |                                                          |
| 2011 | Jogos Pan-Americanos                | Guadalajara, México                 | 4x100 metros livre  | 1º        | 3:14.65 | Recorde dos Jogos Pan-Americanos                         |
| 2011 | Jogos Pan-Americanos                | Guadalajara, México                 | 4x100 metros medley | 1º        | 3:34.58 |                                                          |
| 2011 | Jogos Pan-Americanos                | Guadalajara, México                 | 4x200 metros livre  | 2º        | 7:21.96 |                                                          |
| 2011 | Jogos Pan-Americanos                | Guadalajara, México                 | 200 metros peito    | 3º        | 2:13.58 |                                                          |
| 2012 | Jogos Olímpicos                     | Londres, Reino Unido                | 400 metros medley   | 2º        | 4:08.86 | Recorde sul-americano                                    |
| 2012 | Jogos Olímpicos                     | Londres, Reino Unido                | 200 metros medley   | 4º        | 1:56.74 |                                                          |
| 2013 | Campeonato Mundial                  | Barcelona, Espanha                  | 200 metros medley   | 3º        | 1:56.30 |                                                          |
| 2013 | Campeonato Mundial                  | Barcelona, Espanha                  | 400 metros medley   | 3º        | 4:09.48 |                                                          |
| 2015 | Jogos Pan-Americanos                | Toronto, Canadá                     | 4x100 metros livre  | 1º        | 3:13.66 | Recorde dos Jogos Pan-Americanos                         |
| 2015 | Jogos Pan-Americanos                | Toronto, Canadá                     | 4x200 metros livre  | 1º        | 7:11.15 | Recorde dos Jogos Pan-Americanos                         |
| 2015 | Jogos Pan-Americanos                | Toronto, Canadá                     | 4x100 metros medley | 1º        | 3:32.68 | Recorde dos Jogos Pan-Americanos                         |
| 2015 | Jogos Pan-Americanos                | Toronto, Canadá                     | 200 metros medley   | 2º        | 1:57.42 |                                                          |
| 2015 | Jogos Pan-Americanos                | Toronto, Canadá                     | 200 metros peito    | 3º        | 2:11.93 |                                                          |
| 2015 | Campeonato Mundial                  | Kazan, Rússia                       | 200 metros medley   | 2º        | 1:56.65 |                                                          |
| 2016 | Jogos Olímpicos                     | Rio de Janeiro, Brasil              | 200 metros medley   | 7º        | 1:58.02 |                                                          |